# União Futebol Comércio e Indústria
El União Futebol Comércio e Indústria es un equipo de fútbol de Portugal que juega en el Campeonato de Portugal, la cuarta división nacional.

## Historia
Fue fundado el 24 de junio de 1917 en la ciudad de Setubal con el nombre União dos Empregados do Comércio e Indústria de Setúbal por Mário Gonçalves Pacheco, António Gonçalves Pacheco, José Mendes Nunes, Ildefonso Garrudo y Francisco dos Santos, aunque poco tiempo después adoptaron su nombre actual.
El club nació como un equipo polideportivo con secciones en tenis, ciclismo, atletismo, baloncesto, balonmano y futsal. En su historial de competiciones participó en tres temporadas en la desaparecida II Divisão y 13 temporadas en la también desaparecida Tercera División de Portugal, además de más de 15 apariciones en la Copa de Portugal.

## Palmarés
- AF Setúbal – First Division[4] (2): 1977–78, 1992–93
- AF Setúbal – Second Division[4] (2): 2004–05, 2018–19